# فرانسوا مانسار

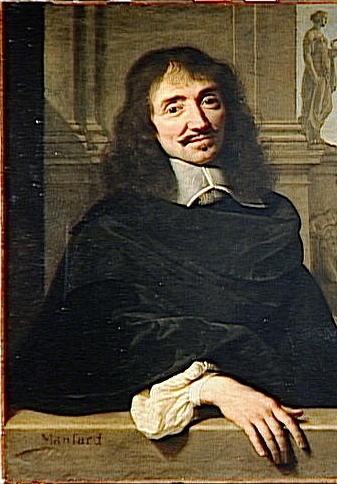
فرانسوا مانسار

فرانسوا مانسار (بالفرنسية: François Mansart)‏ (1006-1077هـ/1598-1666م) هو معماري فرنسي. تعتبر أعماله نموذجاً رقيقاً للتصميم الفرنسي الكلاسيكي. ربما كانت كنيسته «فال دي جراس» بباريس قد أثرت في تصميم كريستوفر رن لكاتدرائية القديس بولس في لندن ـ صمم تلميذه وحفيد أخيه جول أردوي مانسار (1646 ـ 1708) التريانون الكبير بفرساي، وقصر فندوم بباريس، وقبة الأنفاليد. ويطلق اسم الأسرة على نوع من السقوف.

## معرض صور

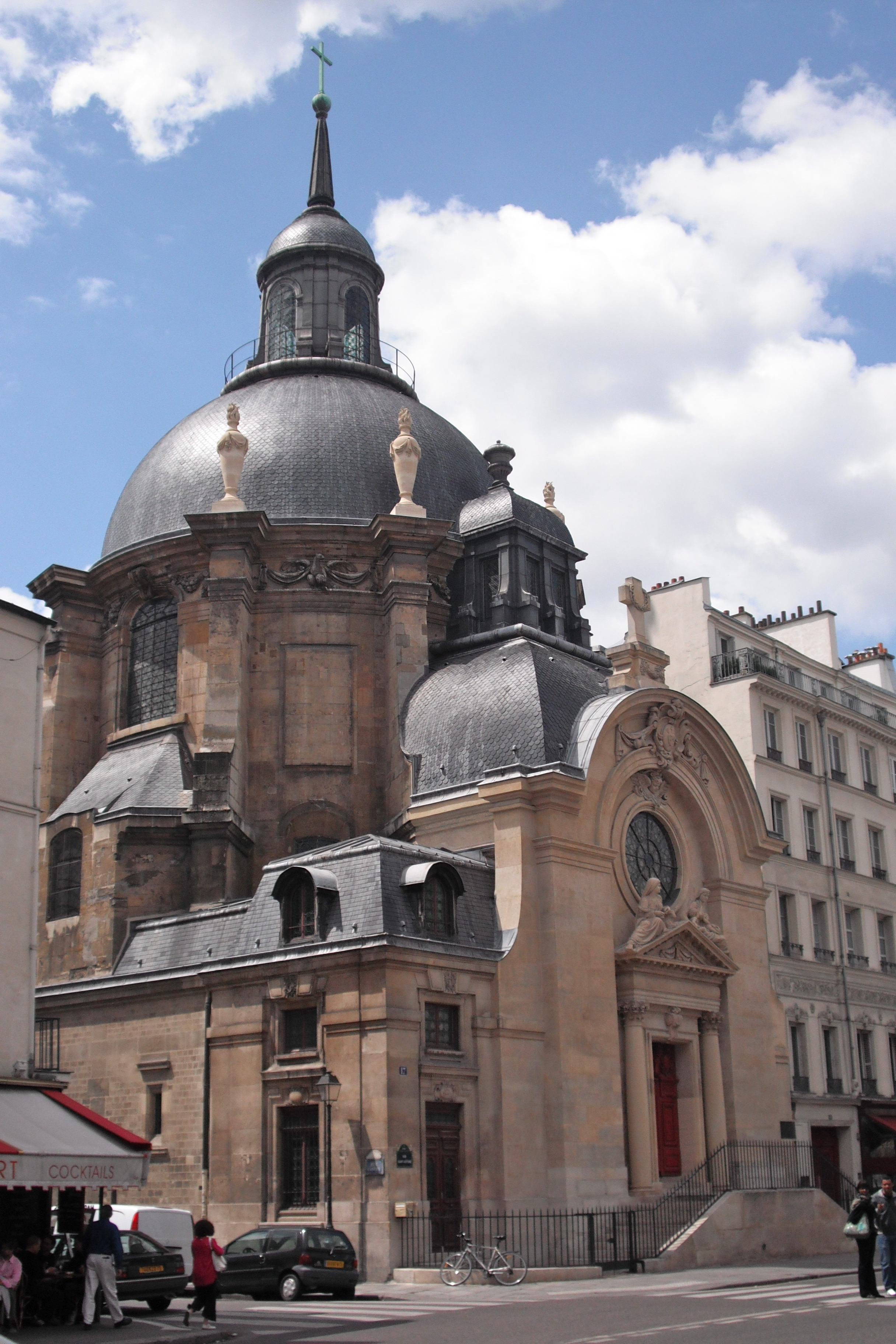
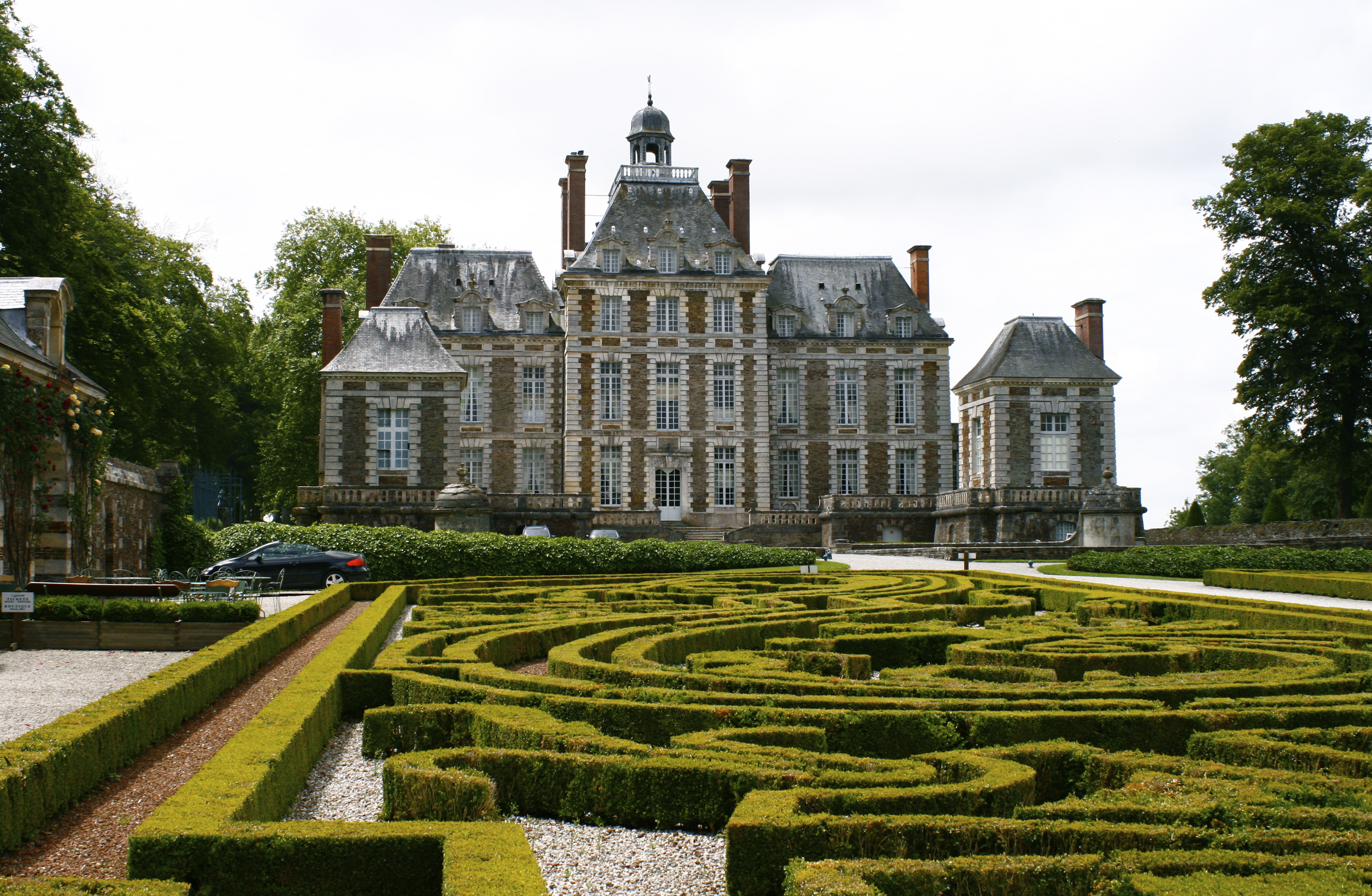
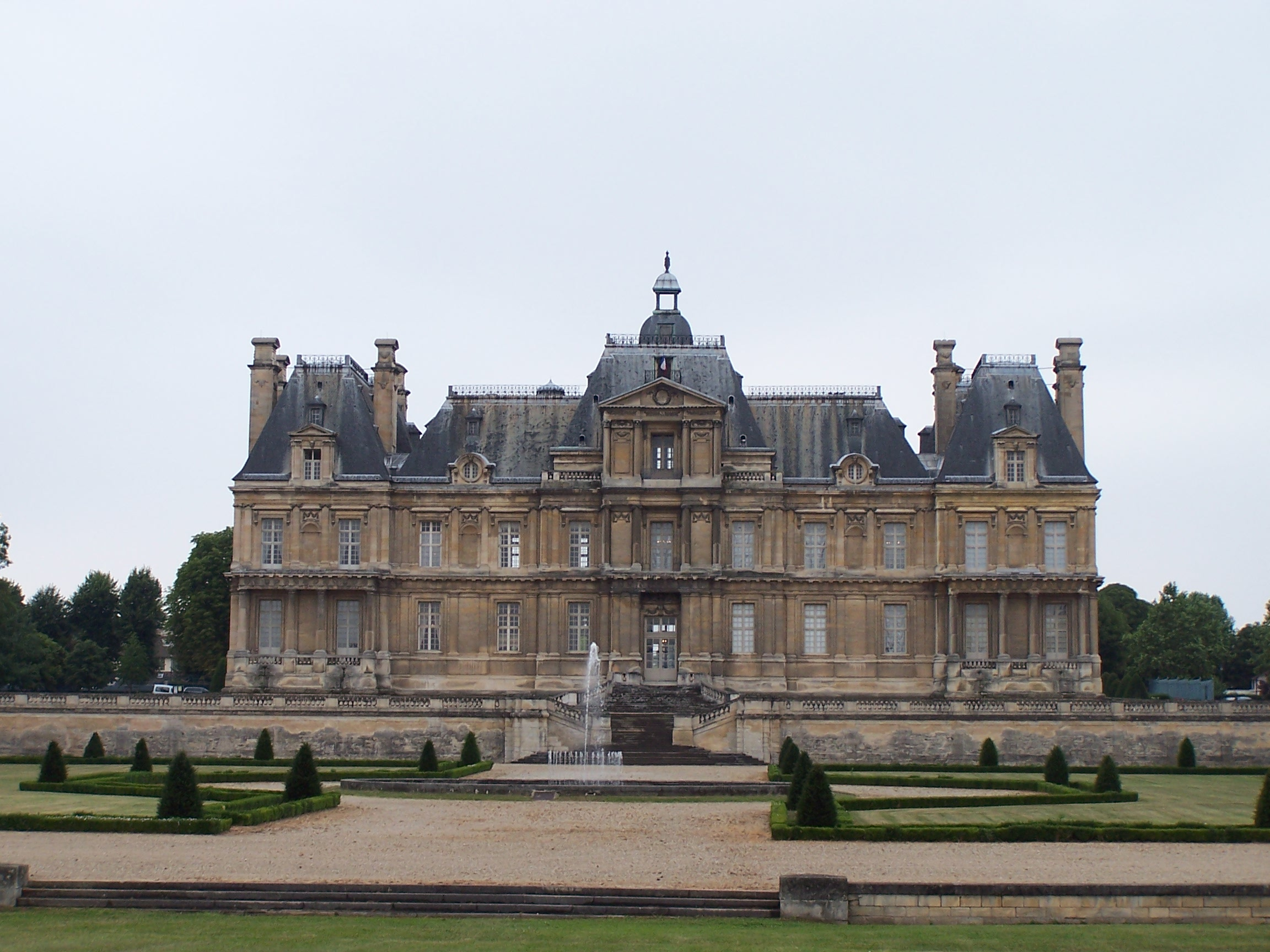
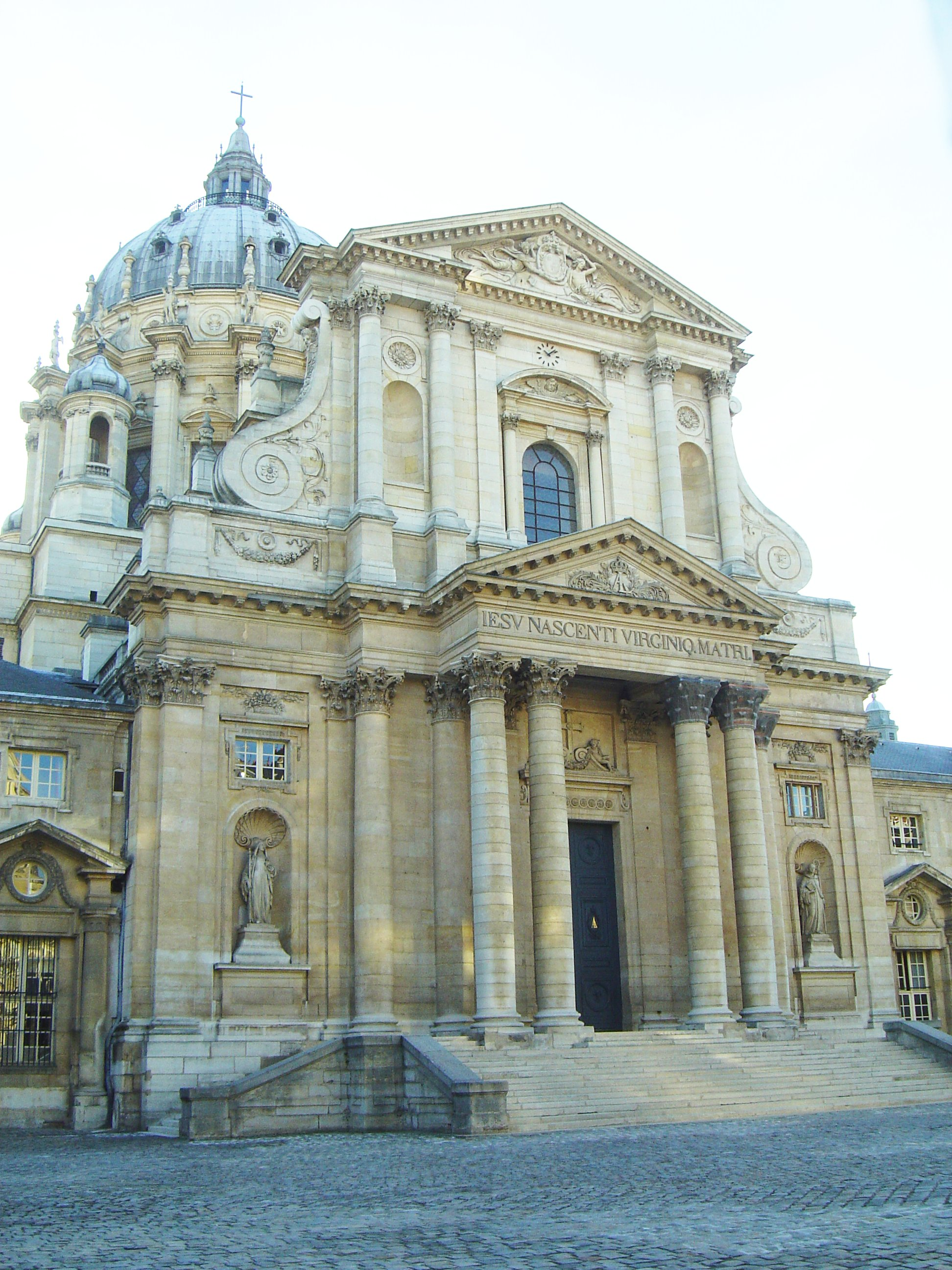

## وصلات خارجية
- فرانسوا مانسار على موقع الموسوعة البريطانية (الإنجليزية)
- فرانسوا مانسار على موقع إن إن دي بي (الإنجليزية)

1. ↑  RKDartists | François Mansart (بالهولندية), QID:Q17299517
2. ↑  Brockhaus Enzyklopädie | François Mansart (بالألمانية), OL:19088695W, QID:Q237227
3. ↑  Dalibor Brozović; Tomislav Ladan (1999.), Hrvatska enciklopedija | François Mansart (بالكرواتية), Leksikografski zavod Miroslav Krleža, OL:120005M, QID:Q1789619 {{استشهاد}}: تحقق من التاريخ في: |publication-date= (help)
4. ↑  RKDartists (بالهولندية), QID:Q17299517
5. ↑  Église du Val-de-Grâce
6. ↑  St Paul's Cathedral
7. ↑  Jules Hardouin-Mansart
8. ↑  Grand Trianon
9. ↑  Place Vendôme
10. ↑  مانسار، فرانسوا - الموسوعة العربية الميسرة، 1965